# Józef Tomasz Pokrzywniak
Józef Tomasz Pokrzywniak (ur. 16 stycznia 1947 w Czempiniu, zm. 15 stycznia 2017 w Poznaniu) – polski historyk literatury, profesor nauk humanistycznych.

## Życiorys
Po ukończeniu szkoły podstawowej w Czempiniu uczęszczał od 1961 do Liceum Ogólnokształcącego w Kościanie, gdzie w 1965 uzyskał świadectwo dojrzałości. W tymże roku podjął studia z zakresu filologii polskiej na Uniwersytecie im. Adama Mickiewicza w Poznaniu. W 1970 otrzymał dyplom magistra i został asystentem w Zakładzie Historii Kultury Polskiej Instytutu Filologii Polskiej (IFP) UAM, gdzie zajmował się głównie literaturą okresu Oświecenia. Doktoryzował się w 1978, na podstawie rozprawy pt. Jan Gorczyczewski – tłumacz, satyryk i krytyk (promotor prof. Włodzimierz Dworzaczek). W 1979 objął stanowisko adiunkta w Zakładzie Historii Kultury Polskiej IFP UAM. 
19 grudnia 1994 na podstawie rozprawy Komedie Ignacego Krasickiego uzyskał stopień doktora habilitowanego nauk humanistycznych w zakresie literaturoznawstwa, specjalność: literaturoznawstwo. 12 lipca 1999 otrzymał tytuł profesora nauk humanistycznych. Specjalizował się w historii literatury polskiej szczególnie doby oświecenia.
W latach 2005–2012 dziekan Wydziału Filologii Polskiej i Klasycznej Uniwersytetu im. Adama Mickiewicza w Poznaniu. Był członkiem Rady Naukowej Instytutu Badań Literackich Polskiej Akademii Nauk i Komitetu Nauk o Literaturze PAN oraz przewodniczącym Uniwersyteckiej Komisji Akredytacyjnej.
Był inicjatorem budowy nowej siedziby Biblioteka Wydziału Filologii Polskiej i Klasycznej UAM położonej na tyłach Collegium Maius. 17 stycznia 2018 r., rok po śmierci profesora Józefa Tomasza Pokrzywniaka, odbyła się uroczystość nadania jego imienia Bibliotece. Podczas uroczystości odsłonięto również tablicę upamiętniającą jego patrona.

## Publikacje
- Wstęp [w:] Ignacy Krasicki, Satyry i Listy, BN I 169, Wrocław 1999.
- Komedie Ignacego Krasickiego, Poznań 1995.
- Ignacy Krasicki, Wydawnictwa Szkolne i Pedagogiczne, Warszawa 1992.

Jako współautor
- Adamczyk Maria, Chrząstowska Bożena, Pokrzywniak Józef Tomasz: Starożytność – Oświecenie. Podręcznik literatury dla kl. pierwszej szkoły średniej, 1987.

Artykuły
- Czy prawdziwy geniusz pewny jest nieśmiertelności? O współczesnym czytaniu poezji Krasickiego, [w:] „Rocznik Towarzystwa Literackiego im. Adama Mickiewicza 1995 r.”, 29 (1994), s. 35–55.

## Życie prywatne
Syn Michała Pokrzywniaka i Anny z Farulewskich. W 1971 ożenił się z Wandą Rybińczuk, ojciec Jakuba (1976), Adama (1980) i Anny (1983).